# أرتور شميت
أرتور شميت (بالألمانية: Artur Schmitt)‏ هو سياسي ألماني، ولد في 20 يوليو 1888 في ألمانيا، وتوفي في 15 يناير 1972 في ميونخ في ألمانيا. حزبياً، نشط في الحزب الوطني الديمقراطي. وقد انتخب عضو مجلس الشورى الموحد لبافاريا.